# Aixurnirari I
Aixurnirari I o Aššur-nirari I va ser rei d'Assíria potser entre ela anys 1545 aC i 1520 aC. Segons la Llista dels reis d'Assíria el seu regnat va durar 26 anys.
Era fill del rei Ixme-Dagan II i potser quan el seu pare va morir era massa jove o potser per altres raons el seu oncle Xamxi-Adad III va prendre el poder. Sigui per arribar a una edat convenient, per mort de l'oncle, o en un cop d'estat de palau, Aixurnirari va accedir a la corona cap a l'any 1545 aC. Va construir el langraum del temple de Sin-Xamaix a Assur. A partir d'aquest rei ja es tenen generalment o bé inscripcions pròpies o de reis posteriors que s'hi refereixen, o referències en cròniques, texts legals o monuments.
El va succeir el seu fill Puzur-Aixur III.